# IEEE Transactions on Neural Networks and Learning Systems
IEEE Transactions on Neural Networks and Learning Systems est une revue scientifique mensuelle révisée par les pairs publiée par l'IEEE Computational Intelligence Society.
Il couvre la théorie, la conception et les applications des réseaux de neurones artificiels et des systèmes d'apprentissage connexes. Le rédacteur en chef est Haibo He (Université du Rhode Island). Selon le Journal Citation Reports, la revue avait un facteur d'impact 2013 de 4.370.